# Institut d'administration des entreprises de La Réunion

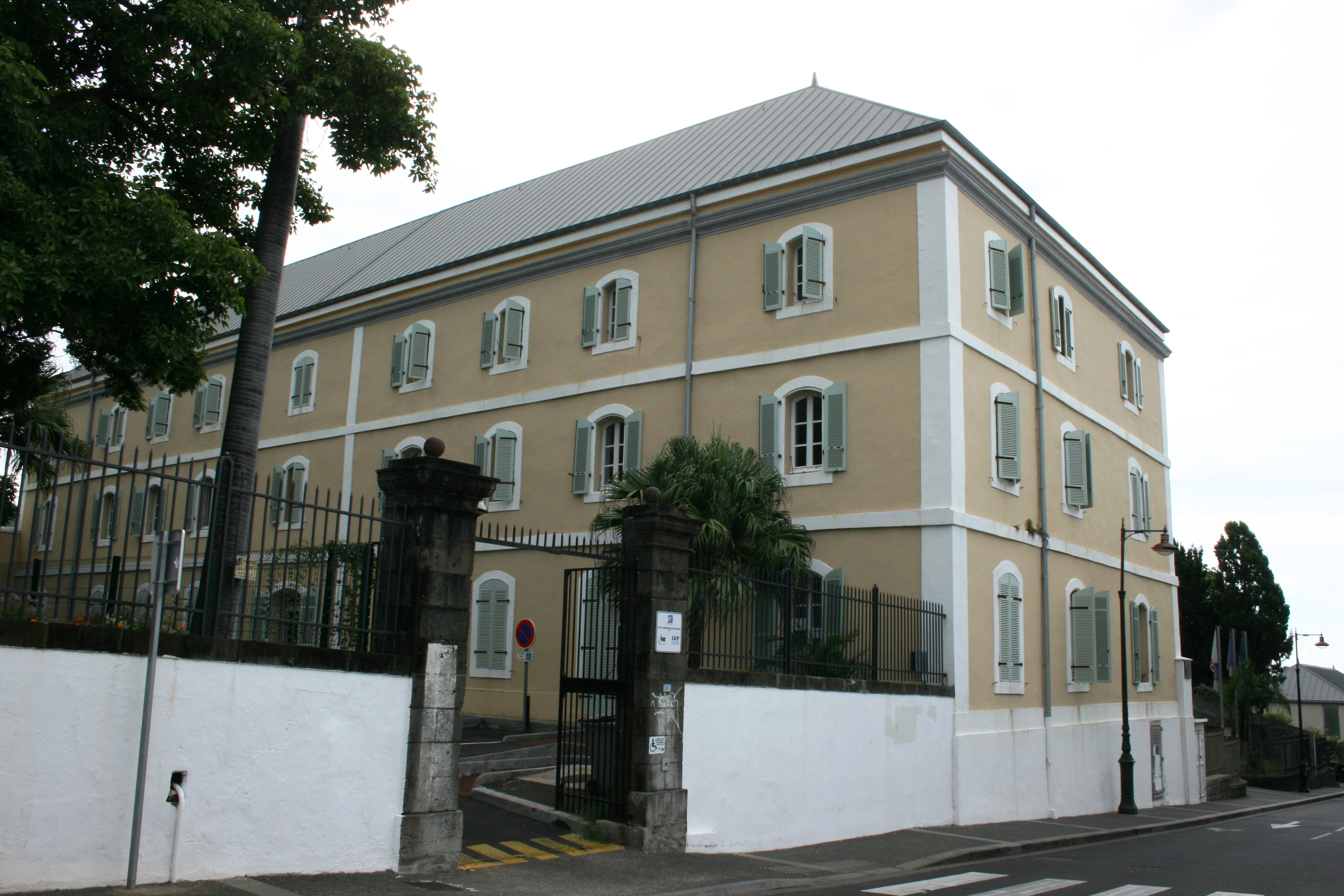
L'Institut d'administration des entreprises de La Réunion vu depuis l'avenue de la Victoire.

L'Institut d'administration des entreprises de La Réunion, ou IAE de La Réunion, est un Institut d'administration des entreprises basé sur l'île de La Réunion, département d'outre-mer français dans le sud-ouest de l'océan Indien. Ses locaux se trouvent face à la cathédrale de Saint-Denis, dans le centre-ville de Saint-Denis, et donc hors du campus du Moufia, principal campus de l'université de La Réunion, dont il dépend.

## Histoire
En 1955, Gaston Berger crée l’IAE - l’Institut d’Administration des Entreprises - un concept de centre de formation fortement inspiré des Business School américaines, afin de pallier la carence française dans le domaine du management. De nombreux IAE voient alors le jour à travers tout le territoire français. En 1963, une antenne de l’IAE d’Aix-Marseille s’installe sur l’île de La Réunion. Comme le reste des composantes universitaires de l’époque, l’Institut d’Administration des Entreprises prend quartier au sein d’un bâtiment historique conçu au XVIIIè siècle et abritant à l’origine un collège.
En 1982, l’Université de la Réunion est créée avec sa composante unique de l’UFR “Droit et Economie”.
En 1998, par décret, l’IAE devient l’IAE de La Réunion et conserve sa position dans le bâtiment historique qui a vu son installation.

## Accréditations

### Certification Qualicert
L’IAE Réunion bénéficie du label de certification de qualité de services Qualicert dispensé par l'organisme de certification indépendant SGS. Ce label constitue une garantie de qualité conforme au référentiel «activité universitaire de formation et de recherche dans le domaine des sciences de gestion et du management»:
- Des formations initiales et continues à forte valeur ajoutée
- Des équipes pédagogiques et administratives compétentes
- Une activité de recherche académique avérée
- Des modalités pédagogiques spécifiques aux sciences de gestion et au management
- Des réseaux et des partenariats dans le monde économique et social
- Une ouverture internationale
- Des formations mises en œuvre dans un contexte intellectuel et culturel stimulant
- Une information fiable en direction des étudiants et des entreprises

Le label est réévalué lors d’un audit tous les 3 ans, appuyé par un audit de contrôle annuel.

## Formations

### Poursuite d'étude

#### Formation initiale en Gestion
- Parcours finance : Licence 3 et Master CCA (Comptabilité, Contrôle et Audit)
- Parcours marketing : Licence 3 et Master MKT (Marketing vente)
- Parcours tourisme : Licence 3 et Master MIT (Management & Ingénierie du Tourisme)
- Parcours ressources humaines : Licence 3 et Master en alternance GRH (Gestion des Ressources Humaines)

#### Formation en alternance
- Licence professionnelle MGO (Management et Gestion des Organisations)
- Licence professionnelle MMO (Métiers du Marketing Opérationnel)
- Licence professionnelle MTL (Métiers du Tourisme et des Loisirs)

### Reprise d'étude

#### Gestion et Management
- Diplôme Universitaire CDEI (Création et Développement d'Entreprises Innovantes)
- Diplôme Universitaire MSG (Méthodologie des Sciences de Gestion)
- Licence professionnelle MGO (Management et Gestion des Organisations)
- Master MAE (Management et Administration des Entreprises) - Parcours création et développement d'entreprises innovantes
- Master MAE  (Management et Administration des Entreprises) - Parcours cadre double compétence

#### Santé
- Diplôme Universitaire FMS (Fonction Managériale en Santé)
- Master MES (Management et Enseignement en Santé)
- Master POS (Pilotage des Organisations en Santé)

#### Économie Sociale et Solidaire
- Licence professionnelle GOESS (Gestion des Organisations de l'Economie Sociale et Solidaire)
- Master MMA (Management des Associations)

## Admission
L'IAE opère une sélection des candidats à toutes ses formations, y compris celles en reprise d'études. Celle-ci consiste en l'examen du dossier du candidat ainsi que de son entretien avec un jury. Sont analysées aussi bien les compétences que l'adéquation du projet et du profil avec la formation souhaitée.
De plus, les formations initiales en gestion nécessitent également de passer le Score IAE Message, un examen propre aux IAE consistant en de la culture générale et en entreprise. Bien qu'il ne s'agisse pas d'un concours, les notes sont prises en compte dans la sélection des candidats.

## Événements

### Journée d'intégration
La journée d'intégration a pour objectif de resserrer les liens entre les étudiants des promotions et de favoriser un esprit d'équipe. Elle permet également, par le biais d'activités physiques et mentales, de stimuler les étudiants dans un cadre extra-scolaire.

### Soirée portes ouvertes
La soirée portes ouvertes est destinée aux futurs étudiants de l'IAE. C'est l'occasion pour des indécis de rencontrer les enseignants et les étudiants actuels afin d'obtenir la réponse à des questions incertaines.

### Cérémonie de remise des diplômes
Réalisée en fin d'année suivant la réussite aux examens, la cérémonie de remise des diplômes est un symbole pour l'IAE Réunion qui en profite pour réaliser un événement inspiré des cérémonies américaines. Avec la toque carrée noire, l'événement permet également aux anciens étudiants de tisser des liens et former un réseau pour leur future vie professionnelle.

## IAE Réunion en chiffres
- 5500 diplômés
- 500 étudiants chaque année
- 24 filières
- 110 intervenants professionnels
- 84% d’insertion professionnelle à 6 mois de la fin du master